# Harebrained Schemes
Harebrained Schemes ist ein amerikanisches Entwicklungsstudio für Computerspiele aus Seattle. Es wurde 2011 von Jordan Weisman und Mitch Gitelman gegründet. Das Studio trug mit seinem Projekt Shadowrun Returns zum Durchbruch von Crowdfunding bei der Computerspielfinanzierung bei. Von 2018 bis 2023 gehörte das Studio dem schwedischen Computerspiel-Publisher Paradox Interactive.

## Geschichte
Das Studio wurde 2011 von FASA-Gründer und Shadowrun-Erfinder Jordan Weisman und dem ehemaligen FASA-Studioleiter Mitch Gitelman gegründet. Die ersten Produktionen waren die Mobile Games Crimson: Steam Pirates und Strikefleet Omega, die 2011 bzw. 2012 veröffentlicht wurden.
Ebenfalls 2012 sicherte sich das Studio über die Crowdfunding-Plattform Kickstarter 1,8 Millionen US-Dollar für die Entwicklung eines Computerspiels zum Rollenspiel-Regelwerk Shadowrun. Es war nach einem iPhone-Zubehör und dem Adventure Broken Age das dritte Projekt, das mehr als eine Million US-Dollar einsammeln konnte, was in Kombination mit weiteren erfolgreichen Projekten zu einem Crowdfunding-Boom in der Spielebranche führte. Shadowrun Returns kam 2013 auf den Markt, es folgten im Jahresabstand Shadowrun: Dragonfall und Shadowrun: Hong Kong, letzteres ebenfalls mit 1,2 Millionen US-Dollar über Kickstarter finanziert. 2018 finanzierte Harebrained Schemes erneut die Produktion einer FASA-Lizenz, des Strategiespiels BattleTech (zum gleichnamigen Tabletop-Spiel), mit knapp 2,8 Millionen US-Dollar über Kickstarter.
Im Juni 2018 wurde Harebrained Schemes von Paradox Interactive für 7,5 Millionen US-Dollar übernommen. Doch bereits der nächste veröffentlichte Titel, The Lamplighters League, erwies sich für den neuen Mutterkonzern als kommerzieller Flop, der von dem Publisher nur wenige Tage nach Veröffentlichung im Oktober 2023 bereits als Verlust von 248 Millionen schwedischen Kronen (ca. 22,8 Millionen US-Dollar) abgeschrieben wurde. In Folge wurde ein großer Teil der Belegschaft entlassen. Nur wenig später einigte sich Paradox mit dem Studio auf eine Trennung der Geschäftsverbindung und die Entlassung des Studios in die Unabhängigkeit zum 1. Januar 2024. Paradox betonte, dass die Ausrichtung des Studios nicht zu den langfristigen Unternehmensplänen im Sektor der Strategie- und Managementspiele passe. Die Rechte an Harebrained Schemes bisherigen Entwicklungsarbeiten verblieben bei Paradox.

## Entwickelte Spiele
- Crimson: Steam Pirates (2011)
- Strikefleet Omega (2012)
- Shadowrun Returns (2013)
- Shadowrun: Dragonfall (2014)
- Golem Arcana (2014)
- Shadowrun: Hong Kong (2015)
- Necropolis (2016)
- BattleTech (2018)
- The Lamplighters League (2023)